# ラッキーナイトカスタードくん
『ラッキーナイトカスタードくん』は、渡辺道明による漫画作品。『プレコミックブンブン』で2004年10月号から2007年1月号まで連載されていた。全3巻。

## 内容
新しくチョコ・パ姫に仕えることになった新米の騎士カスタードくん。実は姫の性格がとんでもなくワガママで…。

## 登場人物

### デザート王国
その名の通り、国民の大半の名前がお菓子から取られている。完全な独裁制を敷いている。
カスタード・プリン
この物語の主人公。代々王家に仕える一族プリン家の末裔。名前の由来はカスタードプリン。ものすごく運が悪く、主人公であることすら忘れ去られるなど最も酷い待遇を受けている。姫からは剣を破壊された上に自爆装置付の短剣を渡される、父親の墓石を爆破される、毎度毎度無茶な命令を下され虫だらけの樽に入れられたりワニに食われそうになったりして手術を受ける羽目になる、などといったイビリを受けているにもかかわらず、その忠誠心は本物であり、しばしばヨーグルト司祭からは恨まれている。
物語中盤で姫に復讐を誓ったエクレア（＆彼と手を組んだヨーグルト）におバカな我慢競争を挑まれて敗北し、彼らに城から追い出される。その後熊と共に路上生活を始めるが、どんなに負けても果敢に戦いを挑む野良犬の姿を見て感銘し城に戻る。その後熊と協力して我慢競争に打ち勝ち、無事姫の付き人として復帰する。
スィート・チョコ・パ姫
デザート王国の王女。チョコレートパフェが好物。とんでもないワガママかつサディストで、初登場時カスタードくんに対して「チョコレートパフェをすぐにもってこい。でなければお前の村を焼き滅ぼす。」ととんでもないことを言い出した。名前の由来はチョコパフェ。
物語終盤でスパイス軍に拉致されるが、持ち前のサディストっぷりもあってか特に痛い目を見ることもなくカスタードくんらに救出され、「怠慢」と称しカスタードくんとコロスンを除いた救出部隊を城壁に逆さ磔にした。
スィート・チョコ・レート王
デザート王国の国王。年老いてできた一人娘のチョコ・パ姫をとても可愛がっている。名前の由来はチョコレート。
チョコ・パ姫に悪いことをしたと勝手に勘違いし、ハードすぎるおしおき（姫曰く『タンクローリーに引かれるより確実に死に至る』）を言いつけ、姫にたしなめられるのがお決まりのパターン。（その後、姫が思いついた精神的に酷いダメージを及ぼすお仕置きを受けることになる）。
コロスン
姫に仕える地獄のお仕置き人。鬼のような形相をしている。「うごーす」としか喋らない。
ヨーグルト
デザート王国の政治全てを司る司祭。名前の由来はヨーグルト。姫のわがままに振り回されるあまり、陰湿な人格になってしまう。時々怪物のような容姿になり、遂には女神像を廃棄して、悪魔をも召喚するようになってしまった。初期こそ自分と同じ待遇のカスタードくんに同情していたが、後半ではそれでも姫への忠誠心を捨てようとしない彼に愛想を尽かし、たびたび殴ったり監禁したりと姫と同じような行動を取り始める。
初登場の際にはお伴を二人連れていたが、自分に苦言を呈した僧侶を独断で落とし穴に突き落とし、いつの間にかもう一人のお伴もいなくなっていた。
エクレア
王女親衛隊隊長。凄腕の鎖使いだが、マゾである。いつも頭に白鳥の飾りをつけている。かつて姫に苛められて付き人を辞めた後にすさまじい特訓をつんでおり、メガネカイマンやクマに食べられても、剣を飲み込んでも平気。カスタードくんとは姫の従者の座を賭けた（ただし大馬鹿な）戦いを繰り広げた。名前の由来はエクレア。
モンブラン
エクレアの父。王宮親衛隊隊長。黒ひげが特徴。名前の由来はモンブラン。ジャイアントザリガニ釣り大会で虫の息になって帰ってきたエクレアを見て涙を流す。
クリーム
カスタードくんの愛馬。ロバのような小柄な馬。人間の言葉（関西弁）が話せる。過去に乗った事のある30人の人間は皆無残に死んでおり、「死の馬(デス・ホース)」の異名を持つ。名前の由来はクリーム。実はカフェの死の原因の一人でもある。そのことが判明したときには、姫から実験動物として研究所に送られそうになった。
ショコラ
チョコ・パ姫のペットの巨大なキングコブラ。そのサイズは馬をも一飲みにするほど。予期せぬところで活躍をする。また、チョコ・パ姫が乗り物代わりに使用していたこともあった。名前の由来はショコラ。
カフェ・プリン
カスタードくんの亡き父親で、最強の剣士。スフォルツェンドやアンセムで戦ったこともあるらしい。
スパイス戦役にて調子に乗ってクリームに乗馬したせいで、流れ矢が額に命中し重傷を負う。戦場に出たはいいものの出血のせいで実力が出せず、敵陣のガラムから「ええいさっさと死なんか」とクロスボウで蜂の巣にされ、その傷が原因で戦死する。死後も息子同様酷い扱いを受けている。名前の由来はカフェ + プリン。
タルトレット
カフェ・プリンの愛馬。走れば疾風の如く、1日で100キロを走る。戦場でも臆することがなく、力も強く押し負けることがない。数々の功績をあげている素晴らしい馬。名前の由来はタルト。
泉の竜
デザート王国のとある泉に生息する竜。スパイス王国の竜と違い、東洋風の姿をしている。「私の歯を掃除してくれたら、どんな願いでも叶えてあげよう」と（姫に命令されていやいやながら泉にやってきた）カスタードくんに告げる。その後カスタードくんは歯磨きを終えて姫の性格改善について竜に話そうとするが、少し考えてから「ムリ」と答え水中に逃げ去って行った。
熊
カスタードくんとエクレアが行ったおバカな我慢競争に参加させられた二頭の熊の片割れ。カスタードくんが負けたので「お役御免」とばかりにエクレア・ヨーグルト一門からカスタードくん諸共追い出され、路頭に迷う。
その後、どんなに負けても果敢に戦いを挑む野良犬の姿を見てカスタードくんと共に感銘を受け、彼を「アニキ」と慕い付き従うようになる。カスタードくんがエクレアに（我慢競争で）再戦し勝った後には自然に帰った模様。
フレーク
王宮に仕える庭師。死を呼ぶ馬として有名なクリームを目の当たりにし、恐怖のあまり粗相、仕事も放棄して逃げ出してしまった。
ハーメル
ハーメルンのバイオリン弾きからのゲストキャラ。カスタードくんと熊に対し情け容赦のない詩を吟じる。1ページにのみ登場。

### スパイス王国
竜を育て、乗り物にしている軍事国家。ターメリック城を拠点とし、幾度となくデザート王国と刃を交えている。
ガラム
敵国スパイス王国の竜騎兵長。何十人もの竜騎士（ドラゴンナイト）を率いている。カフェ・プリンに止めを刺した本人である。名前の由来はガラムマサラ。シフォンに命令してチョコ・パ姫を誘拐しデザート王国に宣戦布告しようとするが、姫が全くおとなしくしてくれずおめおめとカスタードくんら（残りはコロスン、ヨーグルト、エクレア、ショコラちゃん）の侵入を許し、彼らとの戦いで敗れた挙句ショコラちゃんに食われ死亡する。なお、死ぬ時まで全身鎧を着たままであり、素顔は最後まで不明だった。
オレガノ
ガラムの側近。とがった髭と髪型が特徴的。名前の由来はオレガノ。ガラムが死んだ後にショコラちゃんに気付かれ、上司共々ショコラちゃんの餌となった。
シフォン
スパイス王国の女戦士。初登場の際には男装していた。子供の頃から竜騎兵に入れられて猛烈なスパルタ教育を受けていたせいで、巨岩に押しつぶされても自力で持ち上げて脱出するなど高い身体能力を持っている。ガラムの死後に王国を去り、カスタードくんに憧れる。その後は頻繁にデザート王国を訪れる。名前の由来はシフォンケーキ。
クウル
シフォンの竜。ガラムに命の源の竜玉を奪われ、苦しめられていた。竜玉を取り戻した後は、体の大きさが自由に変えられるようになった。

### その他
人魚
涙がクリスタルパールになるという伝説を聞きつけたチョコ・パ姫に狙われる羽目になる。
桜の精
王宮の桜の木に宿る妖精。その舞を見たものは幸せになるという伝説を持つ。
ティンクル
流れ星の精。３つの願いを叶えるが、勘違いが激しい。
ブリュレ
スフレ王国の王子。チョコ・パ姫の婚約者だが、政略結婚を嫌がった姫に闇討ちにされ、暴れ馬の突撃・弓矢での一斉攻撃・火刑等によりズタボロにされてしまう。明るく真面目で剣の名人。名前の由来はブリュレ。

## 本作に登場するおしおき
児童向け漫画にもかかわらず、本作には凄まじい量のおしおきが登場する。これらを行う際にはカスタードくんのぬいぐるみが実験台として使用されることが多い。
- 鞭打ち

チョコ・レート王が第1話でカスタードくんに行おうとするが、姫に止められる。
- 樽漬け

昆虫のギッシリ入った樽に一晩中入れられる。選ぶレパートリーは姫によれば「男の子が憧れる虫」。
- ワニ

逆さ吊りにされてワニに頭をかじられる。このせいでカスタードくんは頭を三針も縫う羽目になる。
- 水車磔

水車に磔にされて回される。歯車に磔になるバージョンも存在し、この場合は歯車の歯の所に拘束される。
- どすこい歯車相撲大会

対象者を歯車に縛りつけ、棘が大量に生えた鉄板に押し付けながら、鉄板の裏側から力士がひたすら突っ張りを食らわせる。
- 落とし穴

よくヨーグルト司祭が行う。姫に対し復讐を誓った際には野球ボールに匹敵するサイズのヘラクレスオオカブトの終礼幼虫を敷き詰めた穴に落とそうとしたこともあったが、カスタードくんに邪魔され自分が落ちてしまうことになった。
- 熊と蜂蜜を使った我慢競争

エクレアがカスタードくんに挑んだ我慢競争。全身に蜂蜜を塗りたくられて熊に舐められるのをどれだけ我慢できるかを競う。
- 剣呑み競争

カスタードくんとの再戦時にエクレアが提示した我慢競争。鋼鉄の靴を履いて剣を敷き詰めたコロシアムに入り、そのうえで大道芸の「剣呑み」を行う。